# Simona Brambilla
Simona Brambilla IMC (ur. 27 marca 1965 w Monzy) – włoska zakonnica i misjonarka rzymskokatolicka. Prefekt Dykasterii ds. Instytutów Życia Konsekrowanego i Stowarzyszeń Życia Apostolskiego od 6 stycznia 2025 roku.

## Życiorys
Urodziła się 27 marca 1965 roku w Monzy. W 1988 roku wstąpiła do zakonu Misjonarek Konsolaty, a w 1991 złożyła pierwsze śluby zakonne. Profesję wieczystą złożyła osiem lat później. W 1986 roku ukończyła studia pielęgniarskie, a następnie pracowała w szpitalu im. bł. Leopolda Mandicia w Merate. Pracowała także jako misjonarka w Mozambiku. W 1998 roku uzyskała tytuł licencjata z psychologii, a dziesięć lat później obroniła doktorat na Papieskim Uniwersytecie Gregoriańskim. W latach 2002-2006 była wykładowczynią psychologii na tej uczelni.
W 2011 roku została wybrana na przełożoną generalną zakonu Misjonarek Matki Bożej Pocieszenia na sześcioletnią kadencję. W 2017 roku wybrano ją na drugą kadencję. W 2023 roku mianowano ją na funkcję sekretarza Dykasterii ds. Instytutów Życia Konsekrowanego i Stowarzyszeń Życia Apostolskiego, a rok później na członkinię Synodu o Synodalności. 6 stycznia 2025 roku papież Franciszek ogłosił jej nominację na prefekta Dykasterii ds. Instytutów Życia Konsekrowanego i Stowarzyszeń Życia Apostolskiego. Była to pierwsza nominacja kobiety na stanowisko prefekta dykasterii Kurii Rzymskiej.